# FKリン
リン1896フォトバルクルッブ（Lyn 1896 Fotballklubb (ノルウェー語発音: [lyːn])）は、ノルウェーの首都オスロに本拠地を置くスキー・オグ・フォトバルクッルベン・リン(Ski- og Fotballklubben Lyn、直訳:リン・スキー&サッカークラブ)のサッカークラブでもある。ここの構成員はサッカーやノルディックスキーのほかオリエンテーリングに参加するものもいる。クラブ名のリンとは、ノルウェー語で稲妻(lyn)に由来する。2009年まではウレヴォール・スタディオンでホームゲームを行っていた。
2009年にエリテセリエン参加16クラブ中最下位に終わった。翌2010年に1部リーグであるアデコリーガエンに降格することになったが、6月30日に近年の財政難であることを理由に破産宣告を受けてリーグ撤退した。

## 歴史

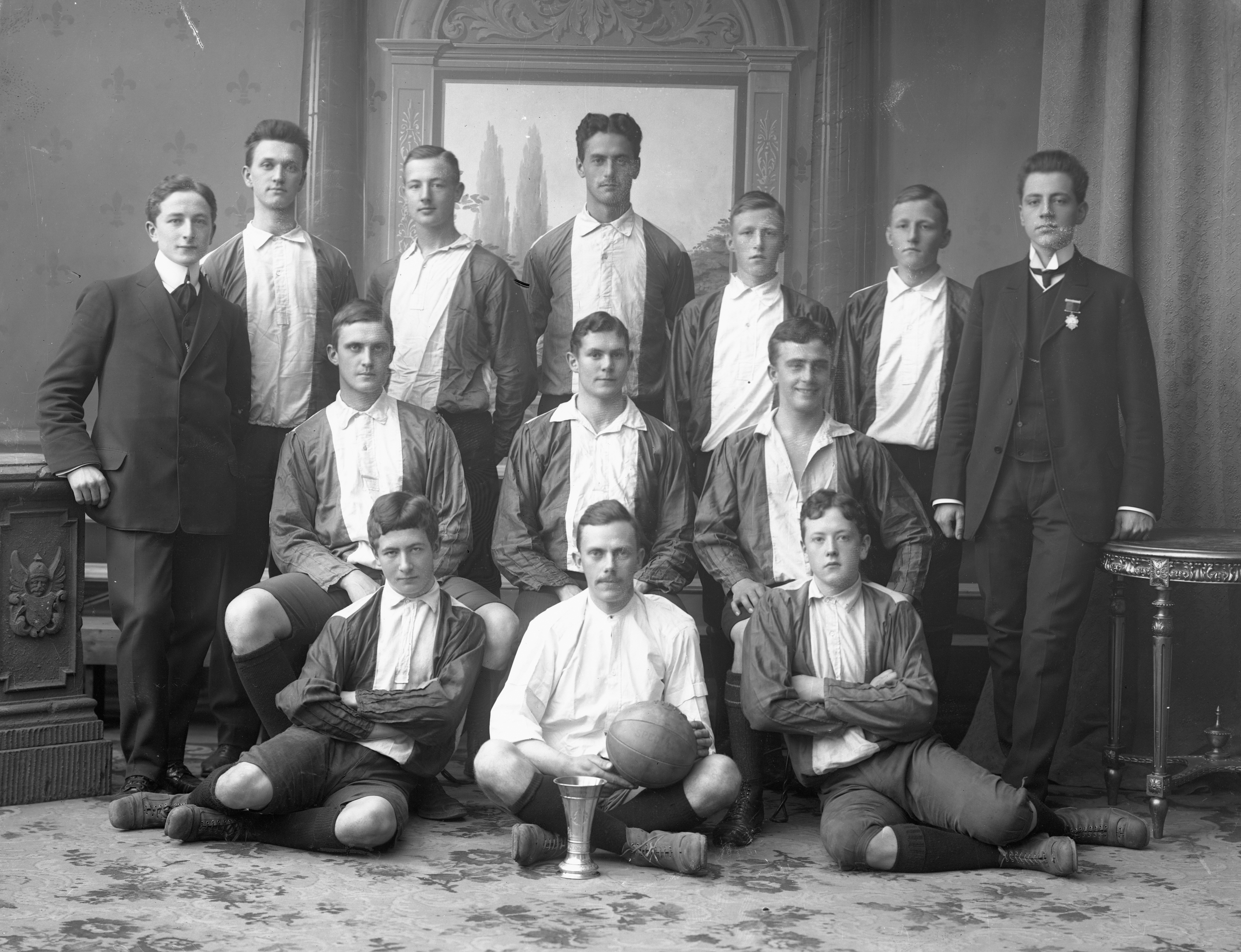
1908年にノルウェーカップを制したときの写真。
グスタフ・ヴォルゲン撮影

1896年に創立され、ノルウェーサッカー協会創設時の会員クラブである。2度のリーグ制覇、8度のノルウェーカップ制覇を果たしている。
クラブの黄金時代は4度の国内タイトルと、UEFAカップウィナーズカップ準々決勝進出を果たした1960年代にさかのぼることになる。
FKリンの支持層は伝統的に上流階級や中産階級に支持され、一方同じオスロ市内に本拠地を構えるヴォレレンガは労働者階級に根強く支持されていると思われていた。
オスロの社会・人口統計における東西格差は未だに残っているが、サポーター間においては弱まりつつある。しかしながらリンの支持基盤において、ヴォレレンガ、 リールストロムSK、スターベクといった他のオスロ都市圏のクラブと比べ東西格差は比較的小さい。
20世紀前半、多くのカップのタイトルを確得したが、リーグタイトルの獲得に失敗した。にもかかわらず、ノルウェーのサッカーで一定の地位を持っていた。特にノルウェーが銅メダルを獲得した1936年のベルリンオリンピックにはアルネ・ブルスタッド (Arne Brustad)、オイヴィンド・ホルムセン (Øivind Holmsen)、フレデリック・ホルン (Frederik Horn)、マグナル・イサクセン (Magnar Isaksen)、ヨルゲン・ユヴェ(Jorgen Juve)、フリットヨフ・ウーレベリ (Frithjof Ulleberg)の計6人が選出された。

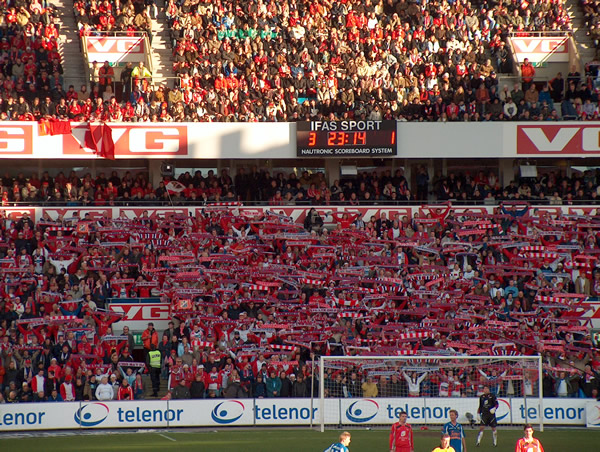
2004年のノルウェーカップ決勝戦でのサポーター集団Bastionen

1964年に1部リーグを初めて制し、1968年にはノルウェーカップとの二冠を果たすとともにUEFAカップウィナーズカップに進出した。
1968年の二冠達成後は、冬の時代に突入することになる。1969年以降の20年間においては1部と2部を往復するエレベータークラブになってしまった。
1990年代には、エリテセリエンとアデコリーガエンを4回行き来した。それでも1994年にはノルウェーカップ決勝戦に進出し、モルデFKに2-3で敗れ準優勝に終わる。

### ブリネスタッド時代 (1999年 - 2008年)
1999年にノルウェーの投資家アトル・ブリネスタッド(Atle Brynestad)がクラブを買収、破産の危機から免れることとなる。翌2000年にはアデコリーガエンを制し、エリテセリエンに復帰。2002年には大型補強が功を奏し、シーズン当初から優勝争いを演じたものの3位に終わった。そのことが冬の時代から抜け出したといえよう。
不幸にも、指導者の雇用と解雇の激しい状態が次の年まで続き、2003年シーズンは下位に低迷した。しかし2年間で5人も監督が代わる状況でテイトゥル・ソルダルソンから引き継いだトミー・ベルンツェンの努力の甲斐あって降格を免れた。
2004年シーズンはリーグ戦を6位で、ノルウェーカップ準優勝(SKブランに敗退)であったことから、『再生』の一年となった。

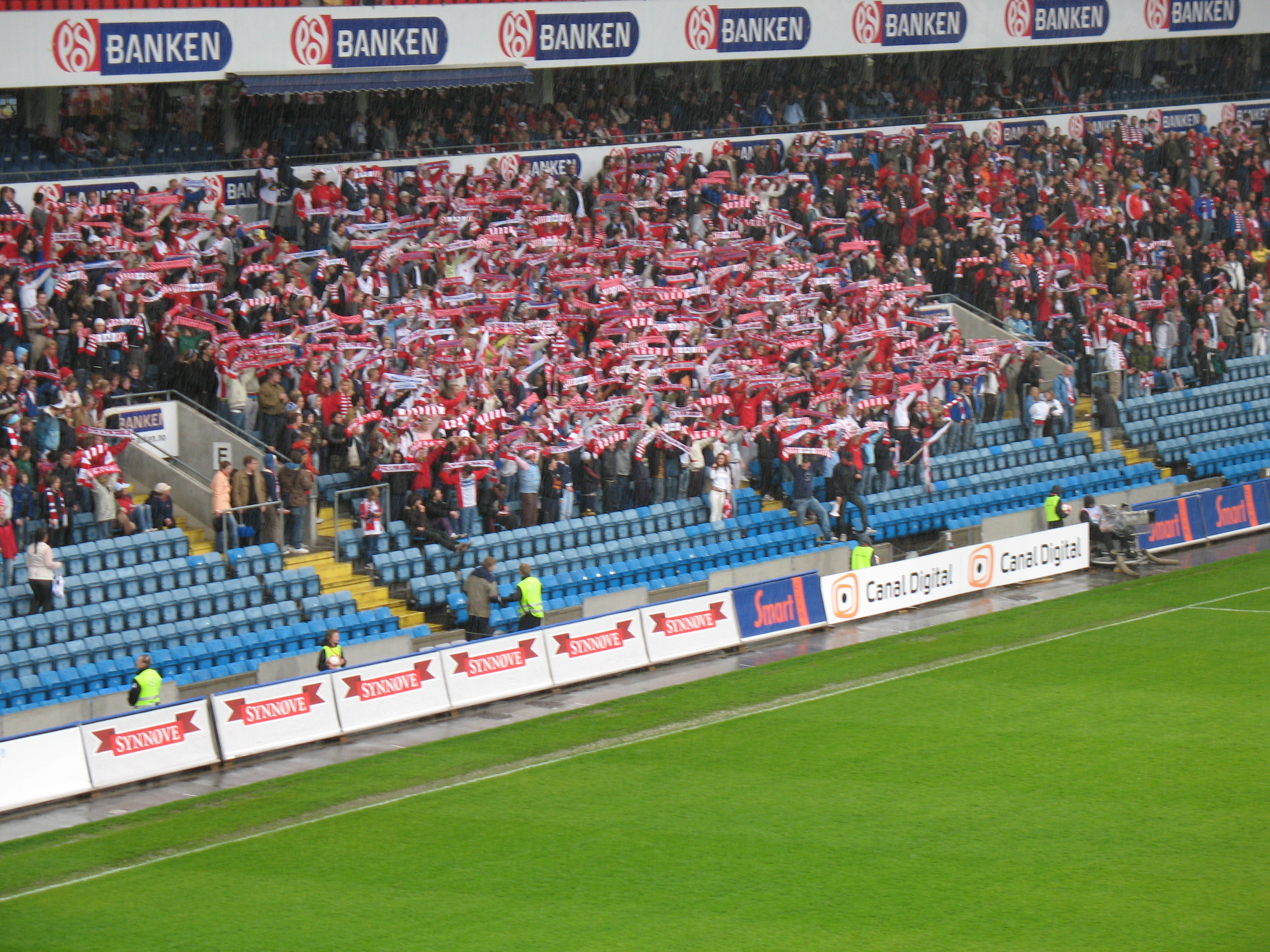
リン・オスロのサポーター集団Bastionen

2005年シーズンはピッチの内外で多事な年であった。ユースチームが結果を出しはじめ、トップチームではヘニング・ベルグが監督に就任しリーグ戦3位で終えた。さらに1968年に ウレヴォールでホームゲームが行われてからはじめてローゼンボリに勝利したうえに、アウェー戦でも偉業を成し遂げた。
4月、クラブを代表するナイジェリア人MFジョン・ミケル・オビがマンチェスター・ユナイテッドと契約、管理ディレクターのモルガン・アンデルセンの声明によると、ノルウェーサッカー界において最大級の高額移籍になったことを明らかにした。しかし結局、マンチェスター・ユナイテッドには行かずチェルシーに移籍した。
この騒動でFIFAはクラブ側の過程が正しく行われていることを発表し、 チェルシーが1600万ポンド(約33億円)を支払い、 マンチェスター・ユナイテッドには1200万ポンド(約24.75億円)を、リンには400万ポンド(約7.25億円)を受け取ることで合意した。
2008年10月10日、チェルシーは公式ホームページ上で1600万ポンドの移籍金を払わせるために、クラブと元管理ディレクターのモルガン・アンデルセンを相手取り法的手続きに入った。
原告のチェルシー側の言い分は、元の移籍契約が詐欺的不実告知によるものであると主張している。
2007年、チネドゥ・オバシをTSG1899ホッフェンハイムに500万ユーロで放出した。

### 破産に向かって (2008年-2010年)
2009年は、リーグ戦を2勝10分18敗の16チーム中16位となりアデコリーガエンに降格という期待はずれな結果に終わった。
2010年、本拠地をビスレット・スタディオン(スケイドと共有)に移転。アデコリーガエンでプレーするはずであった。しかし、同年4月イダル・ヴォルヴィク社とルード社が財政危機からの救出をしようとするも失敗に終わる。6月30日に破産宣言をした。

### 破産後の新生”リン” (2010年 -)
2010年6月30日の破産宣告後、リン・フォトボル(Lyn Fotball)として6部(7部に相当)オスロ地区リーグから出直すことになった。リンサポーターは以前と変わらず支持することを決めた。
新クラブ初の公式戦は8月11日にクリスチャンサンドと対戦、10-1で圧勝した。初のホームゲームとなった試合が行われた後にフログネル・スタディオンに2000人以上の観客が詰め掛け勝利の歓喜に酔いしれた。破産後に残ったのはエンドレ・フォトランド・クヌーセン(Endre Fotland Knudsen) ただひとりだけであったが8月11日の試合には、リン・オスロ時代の英雄ステヴェン・ルストゥ(Steven Lustü)や、ヨー・テッセム(Jo Tessem)の姿もあった。この試合で10得点中6得点をクヌーセンが決めた。結果5部(6部に相当)に昇格を決め、9月29日のリーグ最終節ではネソヤ(Nesøya)とのアウェーゲームで14-1と圧勝した。また、オスロ地区チャンピオンのハスレ・ローレン2やテイセンIFを下した。
2010年の結果を受け、翌シーズンからアデコリーガエン、3部、4部、5部のどれかに所属することが決まった。リンは、アデコリーガエンの参戦を希望したが、巨額の債務を抱えているため叶わなかった。10月27日にノルウェーサッカー協会は、4部リーグオスロ地区(5部に相当)に参戦することを確認した。  11月20日、公式ホームページ上で1年で3部昇格を果たすためにフィンド・ブレド・オルセンを監督に雇い入れることを発表した。 
オルセンは、短期間でチームをまとめなければならなかった。コーチとしての長い経験、広大なネットワーク、クラブ内で知名度があることから監督就任を依頼された理由である。
チームは専ら若手やオスロ出身の選手を中心に組み直された。フォーメーションは4-2-3-1を採用している。2011年シーズン開幕前の練習試合を6・7戦を終えた時点ではオスロ・シティFCに敗れただけである。そして4月10日のリーグ開幕戦には1,922人に観客が詰め掛けロコモティヴ・オスロに6-0で完勝した。  5月16日のオヴレヴォル・ホスル(Øvrevoll Hosle)戦には2078人が詰め掛け10-0で勝利、クラブにとって祝すべき夜となった。前半11戦全ての試合に勝ち、8月からの後半戦も無敗のまま全勝優勝でシーズンを締めくくった。2012年9月30日、本拠地フログネル・スタディオンに詰めかけた2,133人の観客の前で、ロンメダーレンILに対し9-0で勝利しオッドセンリーガエン昇格を手繰り寄せた。

## チームカラーとバッジ
リンのホームユニフォームは、紅白のシャツに青いショーツである。シャツのデザインは、赤袖に赤・白・赤の垂直三分割(比率は、1(赤):2(白):1(赤))ある。
創設した年に2種類のユニフォームを持っていた。ひとつは青白横縞のシャツに白いショーツ、もう一方は紅白横縞のシャツに白いショーツである。少なくとも1906年まではこの組み合わせであったという。なぜ現在の赤・白・赤の垂直三分割にしたかは正確には判らない、ただ1908年のノルウェーカップに出場した際にはこのユニフォームであったとクラブ側は主張する。ストッキングは伝統的に赤である。白いストッキングを採用したことも度々あった、近年では1990年代初頭から2004年の間である。
アウェー用ユニフォームは全て青色の組み合わせで、また過去に違う色を試したことがある。
現在のクラブバッジは1900年に制定されたものを修正したものである。クラブ創立メンバーの一人であるレイフ・エリクセン(Leif Eriksen)によって決められた。
紋章の左上にはサッカーボールを、右下には一対のスキー板をかたどることでクラブの主要スポーツを表現している。クラブ名と創立年月日はティンクチャーの決まりに反し、白地に金文字で描かれていた。創立年月日は異なった形式で描かれていた。
それゆえにバッジは1996年と2001年の2回変えられた。現在は、白地に赤文字で"18 LYN 96"に替えられている。

## 現所属メンバー
2021年9月5日現在
注：選手の国籍表記はFIFAの定めた代表資格ルールに基づく。
| No. | Pos. |            | 選手名                  |
| --- | ---- | ---------- | ----------------------- |
| 1   | GK   | ノルウェー | Øyvind Knutsen          |
| 2   | DF   | ノルウェー | Ola Hognerud            |
| 3   | DF   | ノルウェー | Benjamin Nessjø Nyheim  |
| 4   | DF   | ノルウェー | Sander Nordeide         |
| 5   | DF   | ノルウェー | Håkon Sjåtil            |
| 6   | MF   | ノルウェー | Daniel Schneider        |
| 7   | FW   | ノルウェー | Ulrik Berglann          |
| 8   | DF   | ノルウェー | Jo Nymo Matland         |
| 9   | FW   | ノルウェー | Anders Bjørntvedt Olsen |
| 10  | MF   | ノルウェー | Henrik Lehne Olsen      |
| 11  | FW   | ノルウェー | Tobias Hepsøe           |
| 12  | GK   | ノルウェー | Fredrik Pedersen        |
| 13  | MF   | ノルウェー | Eirik Bækkelund         |

| No. | Pos. |            | 選手名                 |
| --- | ---- | ---------- | ---------------------- |
| 14  | DF   | ノルウェー | William Sell           |
| 15  | MF   | ノルウェー | Even Hatling           |
| 16  | MF   | ノルウェー | Ulrik Bjerke           |
| 17  | MF   | ノルウェー | Henrik Elvevold        |
| 18  | FW   | ノルウェー | Matias Bjanes          |
| 19  | FW   | ノルウェー | Peder Nomell           |
| 20  | DF   | ノルウェー | August Tuastad Randers |
| 21  | MF   | ノルウェー | Nyemah Brownell        |
| 22  | FW   | ノルウェー | Eirik Haugstad         |
| 23  | MF   | ノルウェー | Oskar Hansen           |
| 27  | MF   | ノルウェー | Johannes Johannessen   |
| 31  | DF   | ノルウェー | Dan-Roger Roland       |
| 95  | FW   | ノルウェー | Anwar Pellegrino       |

## 過去の成績
| 年度 | 所属              | 順位                                 | 試合                                 | 勝                                   | 分                                   | 負                                   | 得点                                 | 失点                                 | 勝点                                 | カップ                               |
| ---- | ----------------- | ------------------------------------ | ------------------------------------ | ------------------------------------ | ------------------------------------ | ------------------------------------ | ------------------------------------ | ------------------------------------ | ------------------------------------ | ------------------------------------ |
| 2001 | ES                | 11                                   | 26                                   | 6                                    | 8                                    | 12                                   | 40                                   | 49                                   | 26                                   | 2回戦                                |
| 2002 | ES                | 3                                    | 26                                   | 14                                   | 5                                    | 7                                    | 36                                   | 29                                   | 47                                   | 準々決勝                             |
| 2003 | ES                | 10                                   | 26                                   | 8                                    | 6                                    | 12                                   | 34                                   | 45                                   | 30                                   | 16強                                 |
| 2004 | ES                | 6                                    | 26                                   | 9                                    | 10                                   | 7                                    | 30                                   | 31                                   | 37                                   | 準優勝                               |
| 2005 | ES                | 3                                    | 26                                   | 12                                   | 8                                    | 6                                    | 37                                   | 21                                   | 44                                   | 3回戦                                |
| 2006 | ES                | 7                                    | 26                                   | 10                                   | 5                                    | 11                                   | 33                                   | 36                                   | 35                                   | 16強                                 |
| 2007 | ES                | 9                                    | 26                                   | 10                                   | 4                                    | 12                                   | 43                                   | 46                                   | 34                                   | 準々決勝                             |
| 2008 | ES                | 7                                    | 26                                   | 11                                   | 5                                    | 10                                   | 38                                   | 34                                   | 38                                   | 準々決勝                             |
| 2009 | ES                | 16                                   | 30                                   | 2                                    | 10                                   | 18                                   | 29                                   | 59                                   | 16                                   | 準々決勝                             |
| 2010 | 1部               | 16                                   | 0                                    | 0                                    | 0                                    | 0                                    | 0                                    | 0                                    | 0                                    | 3回戦                                |
| 2010 | 6部 オスロ地区3組 | 1                                    | 18                                   | 14                                   | 1                                    | 3                                    | 87                                   | 28                                   | 43                                   | 3回戦                                |
| 2011 | 4部 オスロ地区1組 | 1                                    | 20                                   | 20                                   | 0                                    | 0                                    | 106                                  | 10                                   | 60                                   | 予選落ち                             |
| 2012 | 3部 3組           | 1                                    | 24                                   | 21                                   | 1                                    | 2                                    | 100                                  | 13                                   | 64                                   | 1回戦                                |
| 2013 | OL 2組            | 4                                    | 26                                   | 11                                   | 8                                    | 7                                    | 47                                   | 32                                   | 41                                   | 2回戦                                |
| 2014 | OL 3組            | 10                                   | 26                                   | 9                                    | 5                                    | 12                                   | 42                                   | 42                                   | 32                                   | 3回戦                                |
| 2015 | 2部 1組           | 12                                   | 26                                   | 7                                    | 4                                    | 15                                   | 41                                   | 64                                   | 25                                   | 1回戦                                |
| 2016 | 3部 2組           | 1                                    | 26                                   | 20                                   | 5                                    | 1                                    | 69                                   | 20                                   | 65                                   | 1回戦                                |
| 2017 | 3部 2組           | 2                                    | 26                                   | 21                                   | 0                                    | 5                                    | 71                                   | 35                                   | 63                                   | 1回戦                                |
| 2018 | 3部 6組           | 3                                    | 26                                   | 17                                   | 2                                    | 7                                    | 74                                   | 40                                   | 53                                   | 1回戦                                |
| 2019 | 3部 2組           | 6                                    | 26                                   | 11                                   | 6                                    | 9                                    | 57                                   | 45                                   | 39                                   | 1回戦                                |
| 2020 | 3部 4組           | 新型コロナウイルス感染拡大に伴い中止 | 新型コロナウイルス感染拡大に伴い中止 | 新型コロナウイルス感染拡大に伴い中止 | 新型コロナウイルス感染拡大に伴い中止 | 新型コロナウイルス感染拡大に伴い中止 | 新型コロナウイルス感染拡大に伴い中止 | 新型コロナウイルス感染拡大に伴い中止 | 新型コロナウイルス感染拡大に伴い中止 | 新型コロナウイルス感染拡大に伴い中止 |

1. ↑  財政破綻により、6部リーグオスロ地区に降格。
2. ↑  実際は12チームが参加予定であったが、Øvrevoll Hosleが棄権したことによりFKリンを含め11チームが参加した。[11][12]
3. ↑  実際は14チームが参加予定であったが、フリッグ・オスロFK2が棄権したことによりFKリンを含め13チームが参加した。[13]

## タイトル

### 国内タイトル
- エリテセリエン: 2回

1964, 1968
- ノルウェー・カップ: 8回

1908, 1909, 1910, 1911, 1945, 1946, 1967, 1968
- オスロ選手権: 8回

1915, 1917, 1922, 1926, 1930, 1935, 1936, 1937

### 国際タイトル
なし

## 歴代所属選手
- シメン・アグデスタイン (1984-1992)
- ロニー・ヨンセン (1992-1993)
- オイビンド・レオナルドセン (2004-2005)
- マティアス・アルメイダ (2007)
- ステヴェン・ルストゥ (2002-2006)
- テオドル・ビャルナソン (2008-2009)
- 車智鎬 (2004)
- ジョン・ミケル・オビ (2005-2006)
- ポール・オビエフレ (2007-2009)
- チネドゥ・オバシ・オグブケ (2005-2007)
- アリ・アル・ハブシ (2003-2006)

## 歴代監督
| - 1963-1964: ヨン・スヴェンソン - 1965: トル・ヘルネ - 1966: ヨン・スヴェンソン - 1967-1969: クヌ・オスネ - 1970-1971: ペル・モスゴー - 1972-1974: アンドレアス・モリスバク - 1975-1976: エリク・エリクセン - 1977-1978: ヤン・ベルグ - 1979-1980: アンデルス・フェグリ - 1981-1982: エイヴィンド・ラムネフェル - 1983: アンデルス・フェグリ - 1984: ゲイル・アンフィンセン & ヤン・ロドヴァング - 1984: ヤン・ロドヴァング - 1985-1988: エギル・オルセン - 1989: エオルグ・ハメル - 1989: ダグ・ロアル・アウストモ, ヨー・ルネル & ステイン・グラン - 1990: エルリン・ホクスタ - 1991-1992: テイトゥル・ソルダルソン | - 1993: ビャルネ・レニン - 1993: オーレ・ディルスタ - 1994-1995: オーレ・ノルディン - 1995-1998: ハルステイン・セオネス - 1998-2001: ヴィダル・ダヴィドセン - 2001: スチュアート・バクスター - 2002: ストゥレ・フラドマルク - 2002: フルボイェ・ブラオビッチ - 2002: ストゥレ・フラドマルク - 2003: テイトゥル・ソルダルソン - 2003: トミー・バルンツン - 2004-2005: ハンス・クヌートセン & エプセン・オラフセン - 2005: ハンス・クヌートセン - 2005-2008: ヘニング・ベルグ - 2008-2009: ケント・ベルゲルセン - 2009-2010: グンナー・ハル - 2011-2014: フィンド・ブレド・オルセン |